# Ghatghat
Estado de la península arábiga, cuyo sheik se titulaba "Sultán".
El Sultán Ibn Bikhad se alió a los wahabitas del Nedj de los que hacia 1920 se convirtió en vasallo. En 1924 el ejército del Sultán tomó parte en los primeros combates de la guerra contra Hedjaz que culminó con la conquista de este reino.
- Datos: Q3104798